# Placida brevicornis
Placida brevicornis is een slakkensoort uit de familie van de Limapontiidae. De wetenschappelijke naam van de soort is voor het eerst geldig gepubliceerd in 1867 door A. Costa.